# 740-749
De jaren 740-749 (van de christelijke jaartelling) zijn een decennium in de 8e eeuw.

## Belangrijke gebeurtenissen

### Byzantijnse Rijk
- 741 : Keizer Leo III sterft en wordt opgevolgd door zijn zoon Constantijn V.
- 742 : Terwijl Constantijn V oorlog voert tegen de Arabieren verovert zijn schoonbroer Artabasdos de keizerstroon.
- 743 : Constantijn V herovert zijn troon.

### Arabische Rijk
- 744 : Yazid III stoot kalief Walid II van de Omayyaden van de troon, het begin van de Derde Fitna.
- 747 : Opstand van Abu-Abbas Al-Saffah, stichter van de dynastie van de Abbassiden.

Godsdienst
- Johannes Damascenus schrijft in zijn boek Peri aipeseon een hoofdstuk over de ketterij van de Ismaëlieten.

## Heersers

### Europa
- Asturië: Alfons I (739-757)
- Beieren: Odilo (ca. 736-748), Tassilo III (748-788)
- Bulgaren: Sevar (ca. 738-753)
- Byzantijnse Rijk: Leo III (717-741), Constantijn V (741-775)
  - tegenkeizer: Artabasdos (741-743)
  - exarchaat Ravenna: Eutychius (728-751)
- Engeland en Wales
  - East Anglia: Ælfwald (713-749)
  - Essex: Saelred (709-746), Swihtred (746-758)
  - Gwynedd: Rhodri Molwynog ap Idwal (ca. 720-754)
  - Kent: Eadbert I (725-748), Æthelberht II (725-762), Eardwulf (748-765)
  - Mercia: Æthelbald (716-757)
  - Northumbria: Eadberht (736-758)
  - Wessex: Æthelheard (726-740), Cuthred (740-756)
- Franken: Childerik III (743-751)
  - hofmeier: Karel Martel (717-741), Pepijn de Korte (741-751) en Carloman (741-747)
  - Aquitanië: Hunoald (735-748), Waifar (748-767)
  - Elzas: Luitfried (723-?)
- Longobarden: Liutprand (712-744), Hildebrand (744), Ratchis (744-749), Aistulf (749-756)
  - Benevento: Gregorius (733-740), Godschalk (740-743), Gisulf II (743-749), Liutprand (749-758)
  - Spoleto: Thrasimund II (740-742, 744-745), Agiprand (742-744), Lupus (745-752)
- Venetië (doge): Teodato Ipato (742-755)

### Azië
- China (Tang): Tang Xuanzong (712-756)
- Göktürken: Bilge Kutluq-Tengri (739-741), Siuan Khan (741), Ozmysh Khagan (741-744), Bomei-Tegin (744-745)
- India
  - Chalukya: Vikramaditya (733-744), Kirtivarman II (744-755)
  - Pallava: Nandivarman II (731-795)
- Japan: Shomu (724-749), Koken (749-758)
- Omajjaden: Hisham (724-743), al-Walid II (743-744), Yazid III (744), Ibrahim ibn al-Walid (744), Marwan II (744-750)
- Silla (Korea): Hyoseong (737-742), Gyeongdeok (742-765)
- Tibet: Tridé Tsungtsen (712-754)

### Religie
- paus: Gregorius III (731-741), Zacharias (741-752)
- patriarch van Alexandrië (Grieks): Cosmas I (ca. 727-768)
- patriarch van Alexandrië (koptisch): Theodosius II (730-742), Michaël I (743-767)
- patriarch van Antiochië (Grieks): Stefanus IV (742-744), Theofylactus (744-751)
- patriarch van Antiochië (Syrisch): Athanasius IV (724-740), Iwanis I (740-754)
- patriarch van Constantinopel: Anastasius (730-754)
- imam (sjiieten): Jafer Sadiq (732-765)

<< · 740 · 741 · 742 · 743 · 744 · 745 · 746 · 747 · 748 · 749 · >>
<< · 700-709 · 710-719 · 720-729 · 730-739 · 740-749 · 750-759 · 760-769 · 770-779 · 780-789 · 790-799 · >>